# Cymatium pileare
Cymatium (Septa) pileare, tên tiếng Anh: hairy triton, là một loài ốc biển săn mồi cỡ trung bình, là động vật thân mềm chân bụng sống ở biển trong họ Ranellidae, họ ốc tù và.

## Phụ loài
- Cymatium (Septa) pileare martinianum (Orbigny, 1847)

## Hình ảnh

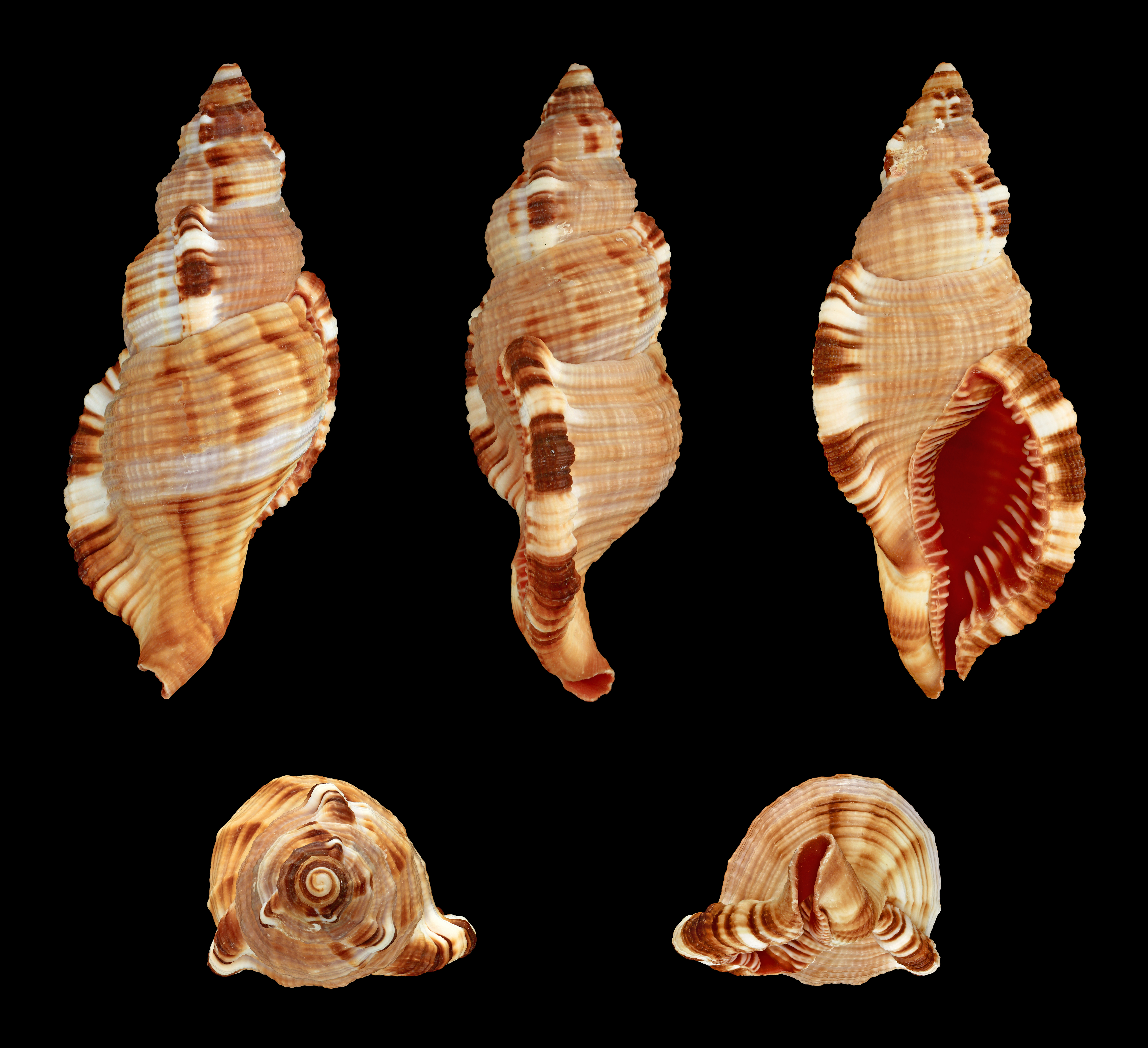